# Acanthochitona complanata
Acanthochitona complanata är en blötdjursart som beskrevs av Hull 1924. Acanthochitona complanata ingår i släktet Acanthochitona och familjen Acanthochitonidae.
Artens utbredningsområde är Queensland. Inga underarter finns listade i Catalogue of Life.